# Дмитриев, Павел Алексеевич
Павел Алексеевич Дмитриев (1902—1943) — советский археолог, кандидат исторических наук.

## Биография
Родился 20 апреля 1902 года в Тюмени.
После окончания в 1925 году факультета общественных наук Московского государственного университета, продолжил своё образование в аспирантуре Археологического отделения Института археологии и искусствознания РАНИОН (существовал в 1921—1929 годах в Москве), окончив её кандидатской диссертацией на тему «Шигирская культура на восточном склоне Урала».
П. А. Дмитриев провел ряд археологических экспедиций на Урале и в Приуралье. Одна из его ранних работ — раскопки городищ и могильников в Коми АССР — положила начало систематическому изучению северо-востока Европейской части СССР. Также принимал участие в раскопках и изучении Могочинской стоянки, Мысовских курганов, Андреевской стоянки, стоянки Калмацкий Брод, Шигирского городища, Балабинского селища и сарматских курганов на реке Белой.
Вся научная деятельность Павла Алексеевича, помимо Института истории материальной культуры АН СССР, была тесно связана с Государственным историческим музеем, где он много лет работал: заведующим отделом оружия, затем — заведующим фондами и ученым секретарем. Дмитриеву принадлежит свыше 25 научных работ, среди которых особой известностью пользуются его исследования Шигирского городища. Его работа над докторской диссертацией осталась неоконченной из-за начавшейся Великой Отечественной войны.

### Великая Отечественная война
Из-за сильной близорукости П. А. Дмитриев не был военнообязанным, но всё равно решил пойти на фронт добровольцем. Вступил в Первую дивизию народного ополчения (с июля 1941 года — 60-я стрелковая дивизия), сформированную в Ленинском районе Москвы. Был зачислен красноармейцем 1281-го стрелкового полка. Попал в окружение под Спас-Деменском, выходил из него с тяжёлыми боями в направлении Вязьмы и Малоярославца. Оказался в плену в районе Юхнова и был помещён в Кричевский лагерь смерти, о чём его семья не знала. Когда в сентябре 1943 года 369-я Карачевская стрелковая дивизия Брянского фронта освободила город Кричев, стало известно о судьбе Павла Алексеевича в плену.
После освобождения П. А. Дмитриев снова вступил в ряды Красной Армии и был зачислен красноармейцем в 1113-й стрелковый полк 330-й стрелковой дивизии 10-й Армии. 28 октября в бою был ранен осколком мины и на следующий день был отправлен в 412-й медсанбат. Оттуда 31 октября был отправлен в полевой подвижный госпиталь, где умер от газовой гангрены 2 ноября 1943 года. Был похоронен на кладбище станции Веремейки Могилёвской области Белорусской ССР. Позднее перезахоронен в братской могиле Парка Победы в городе Чериков Могилёвской области. В Государственном историческом музее установлена мемориальная доска сотрудникам, погибшим за Родину, где есть и фамилия П. А. Дмитриева.

## Семья
Был женат на Елене Николаевне Липеровской с которой познакомился на учёбе в университете. Оба были учениками профессора кафедры археологии Василия Алексеевича Городцова. Поженились они в 1927 году. Жили в Москве в доме 2А по Ружейному переулку, ныне включённом в перечень объектов культурного наследия. В их семье родилось четверо детей.